# Иван Атал
Иван Атал (фр. Yvan Attal; Тел Авив, 4. јануар 1965), француски је комичар и филмски и ТВ глумац.